# Adriaen van Stalbemt
Adriaen van Stalbemt, także Adriaan (ur. 12 czerwca 1580 w Antwerpii, zm. 21 września 1662 tamże) – flamandzki malarz epoki baroku, pejzażysta.

## Życiorys
Malarz urodził się w Antwerpii w 1580. Rodzina opuściła miasto w czasie hiszpańskiego oblężenia podczas wojny osiemdziesięcioletniej i przeniosła się do Middelburga. Van Stalbemt powrócili do Antwerpii w 1609. Adriaen van Stalbemt został zaproszony na dwór angielski, gdzie spędził dziesięć miesięcy, malując pejzaże, m.in. Greenwich. Van Stalbemt tworzył jeszcze w wieku osiemdziesięciu lat. Artysta zmarł w Antwerpii w 1662. Jego obrazy znajdują się w zbiorach muzeów w Londynie, Amsterdamie, Antwerpii i Middelburgu. W malarstwie Van Stalbemta obecne są wpływy malarstwa Brueghlów, szczególnie Pietera Bruegela i Jana Brueghela.

## Obrazy
- Kompozycja alegoryczna ze sceną ofiarowania – ok. 1610, olej na drewnie, 26.5 × 57 cm, Muzeum Narodowe, Warszawa
- Paweł i Barnaba w Listrze – XVII wiek, olej na blasze, 33 × 45 cm, Städel Museum, Frankfurt nad Menem
- Pejzaż górski z myśliwymi – ok. 1600-1640, olej na płótnie, 29.5 × 47 cm, Rijksmuseum, Amsterdam
- Raj – ok. 1615, olej na desce, Muzeum Narodowe w Gdańsku - Oddział Sztuki Dawnej

## Galeria

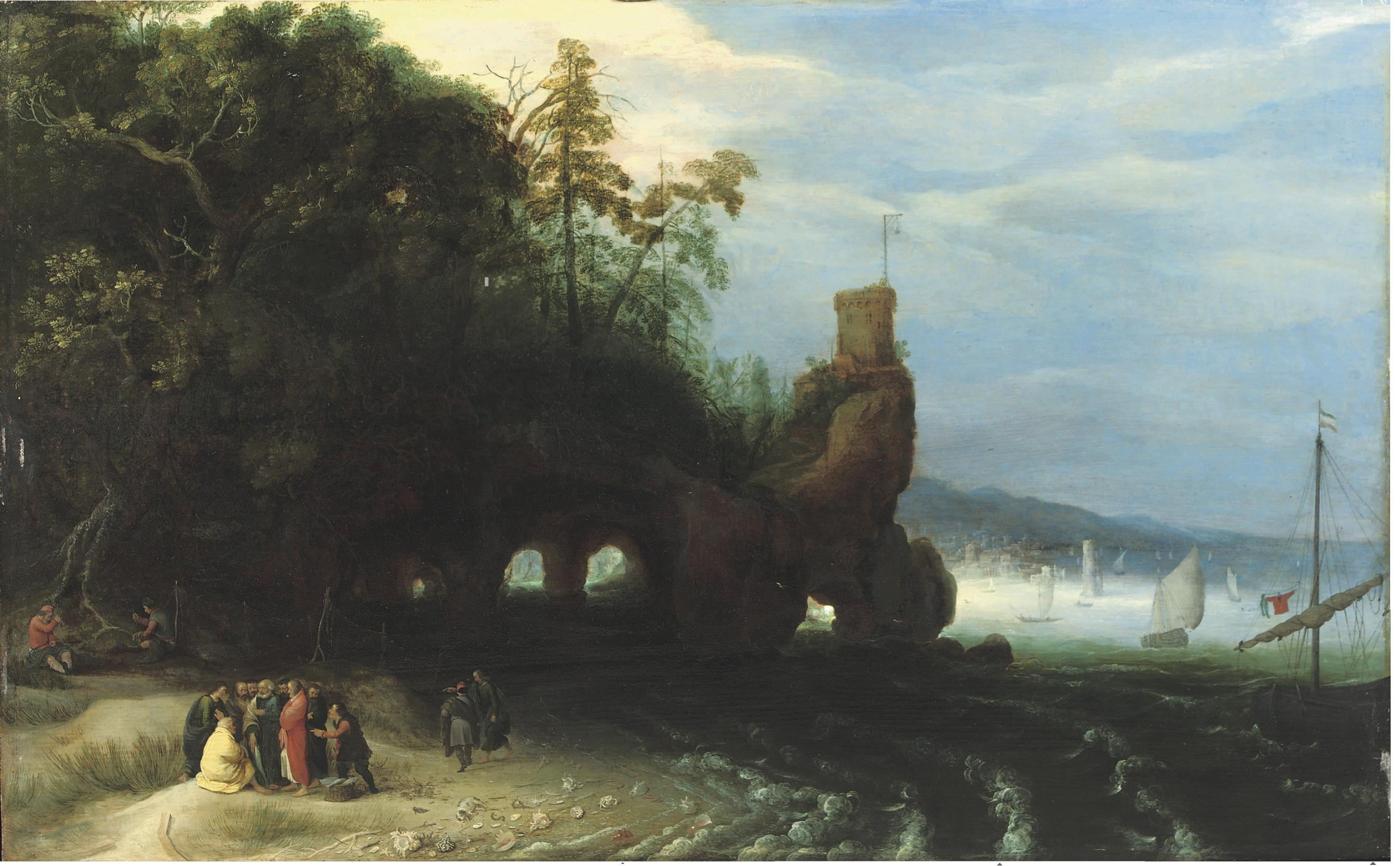
Chrystus naucza nad Jeziorem Galilejskim, XVII wiek
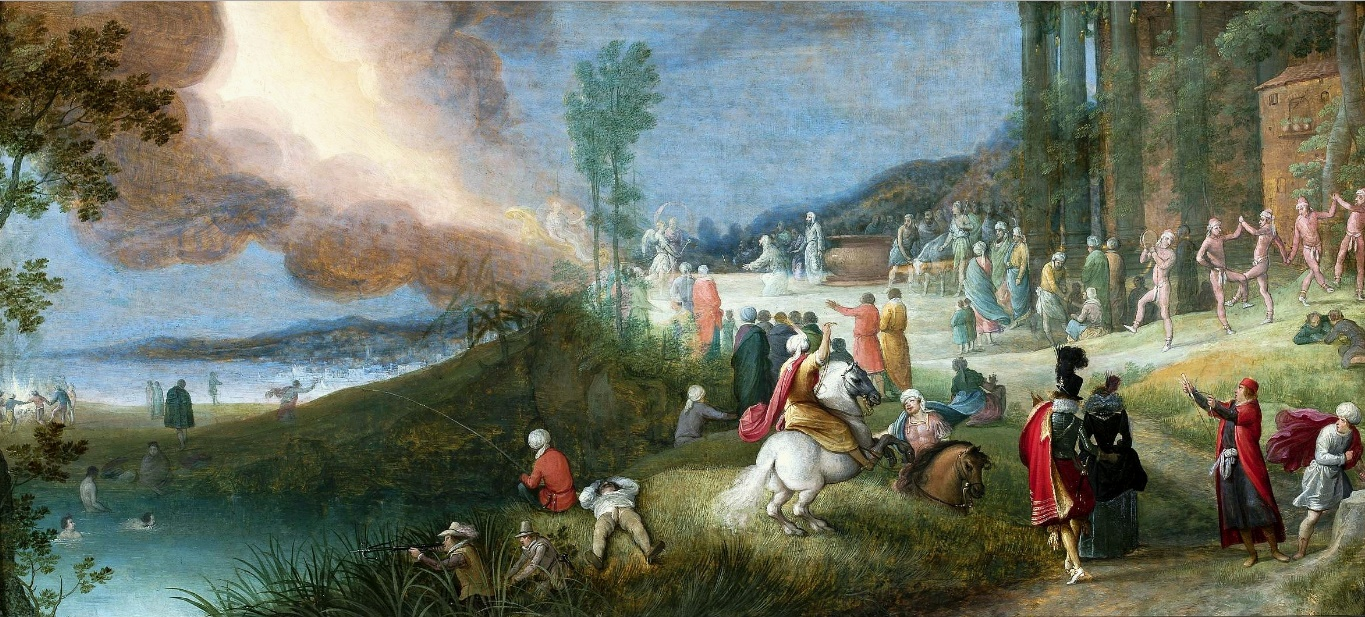
Kompozycja alegoryczna ze sceną ofiarowania Muzeum Narodowe w Warszawie, ok. 1610
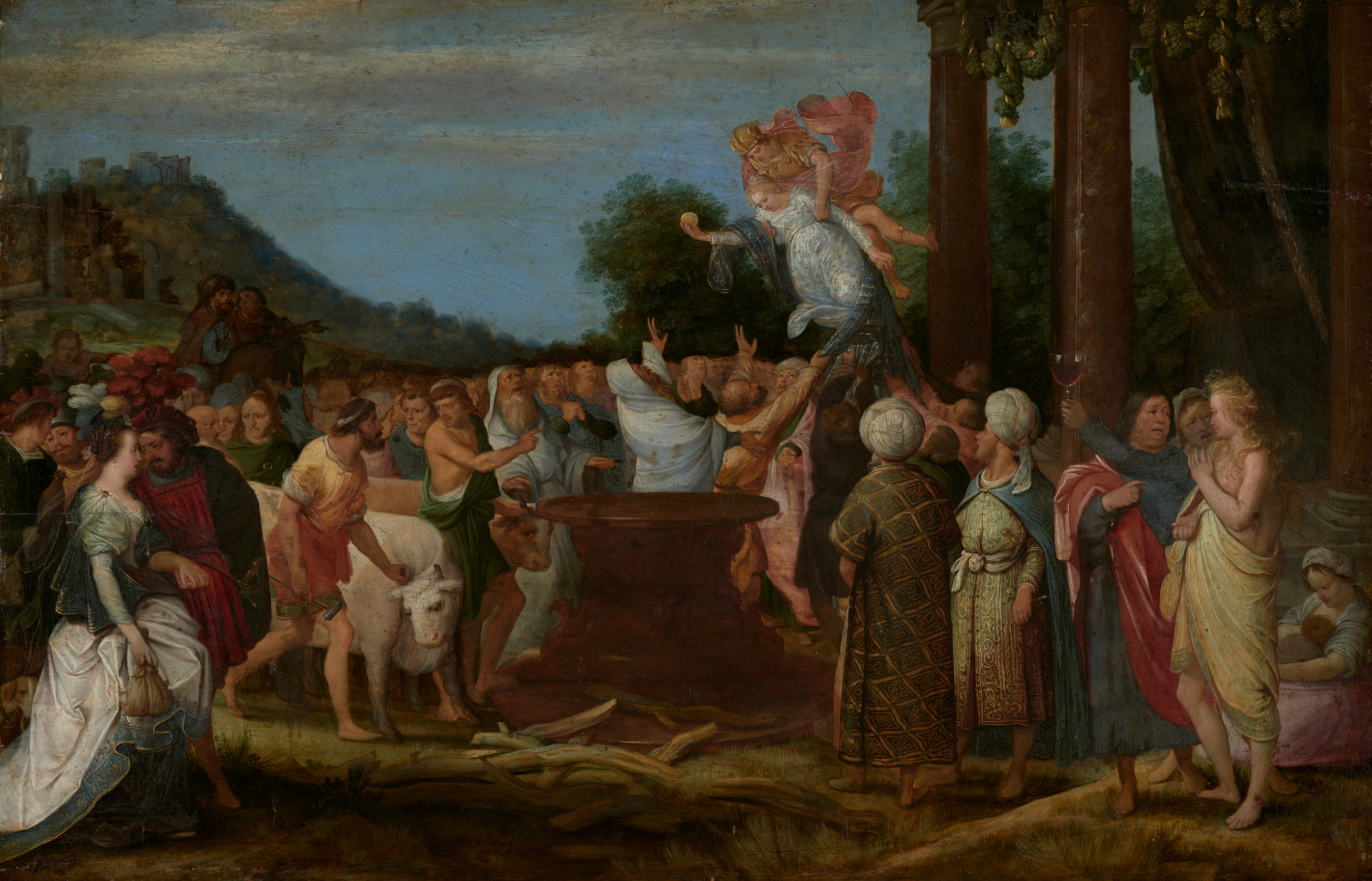
Merkury porywa boginię Contento, XVII wiek
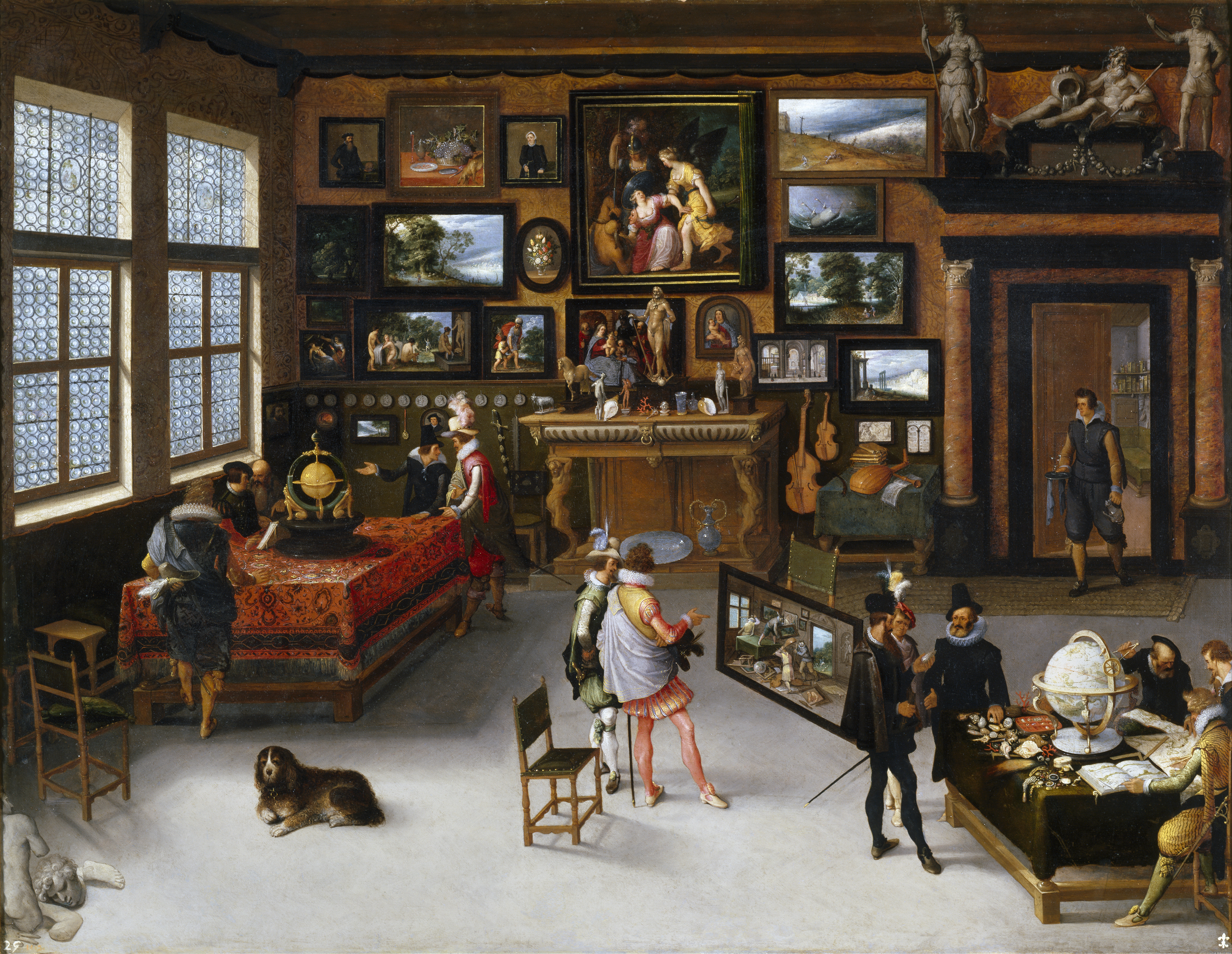
Nauka i sztuka, 1607-1650
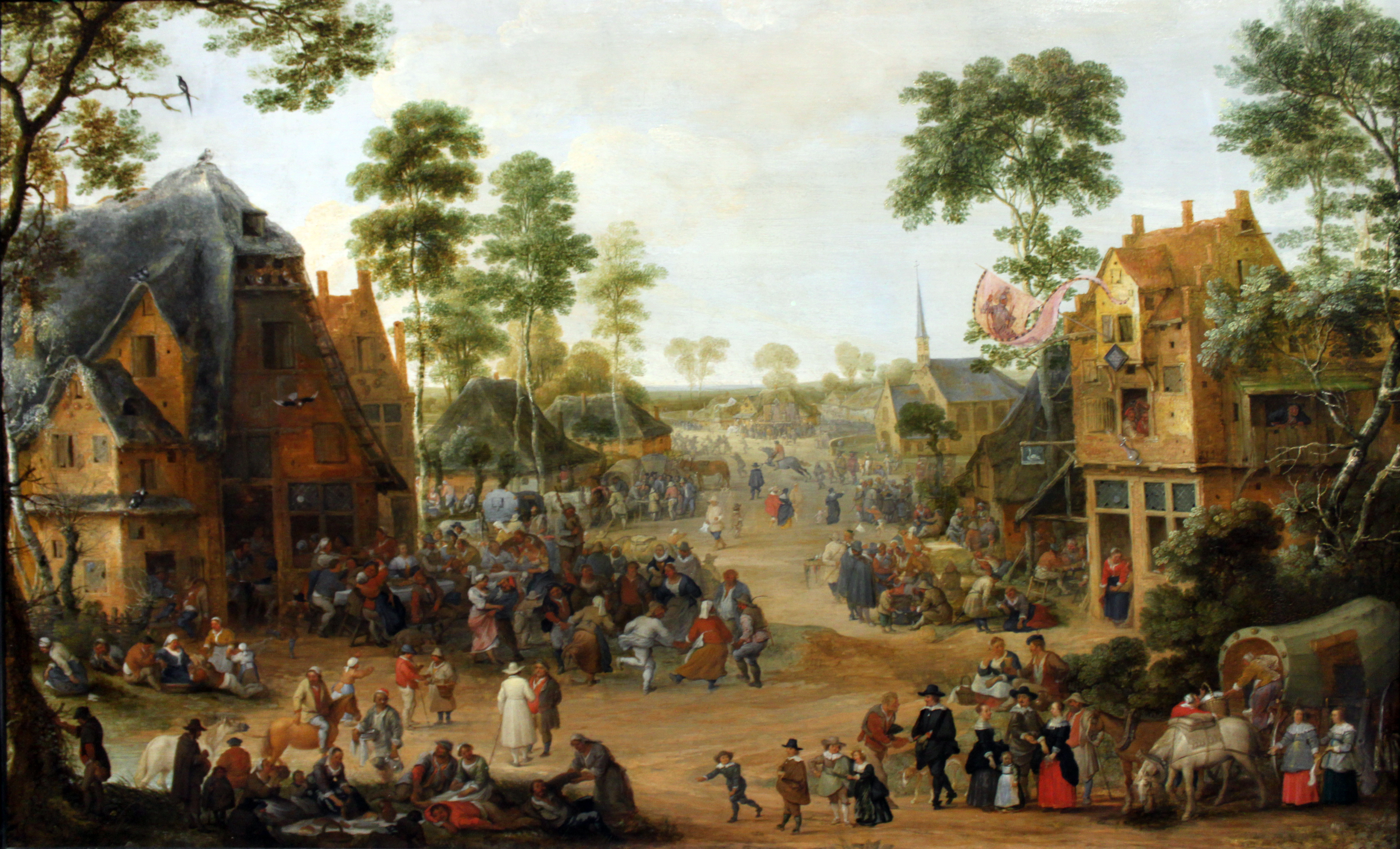
Odpust, 1645
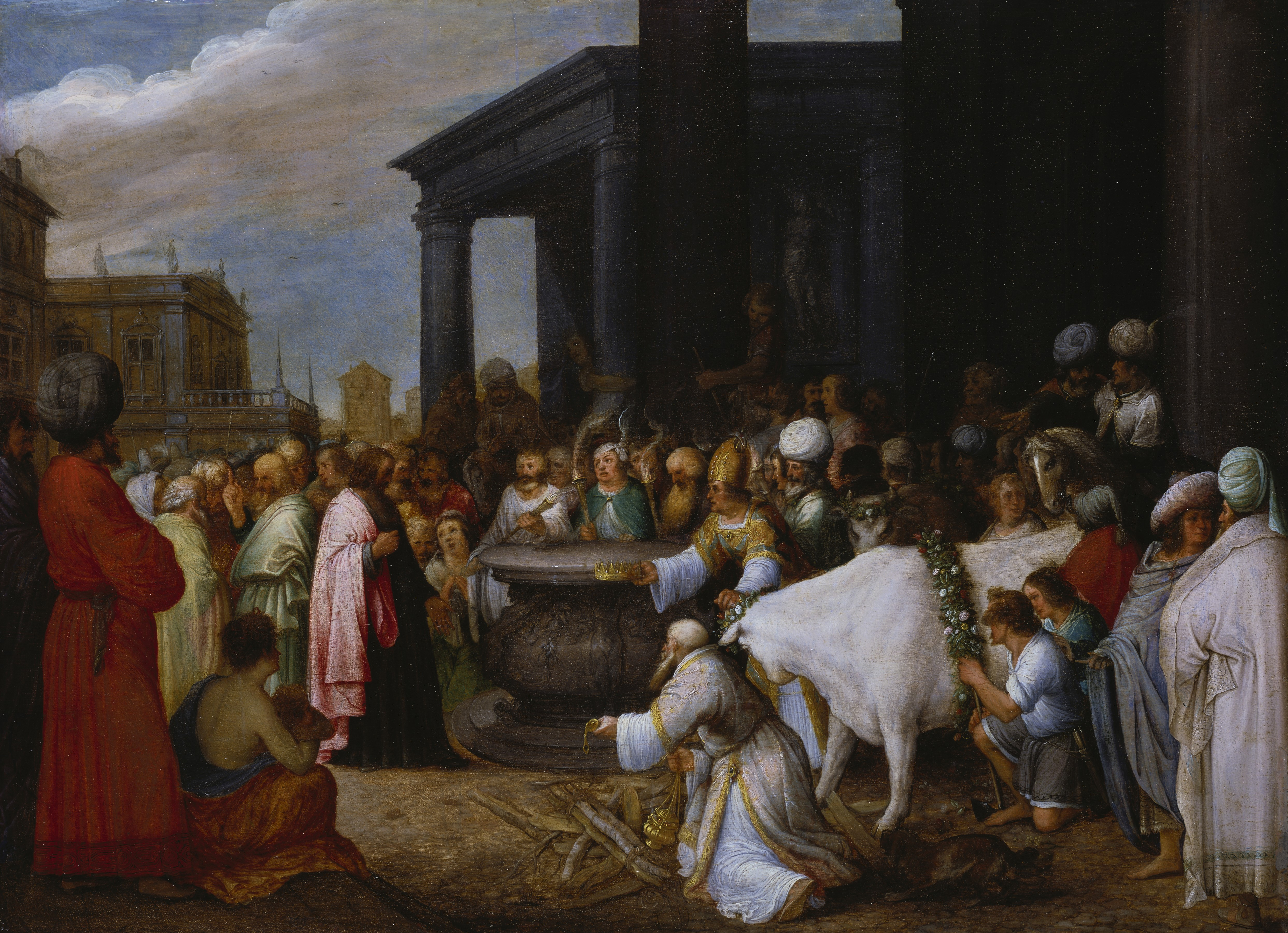
Paweł i Barnaba w Listrze Städel Museum Frankfurt nad Menem, XVII wiek
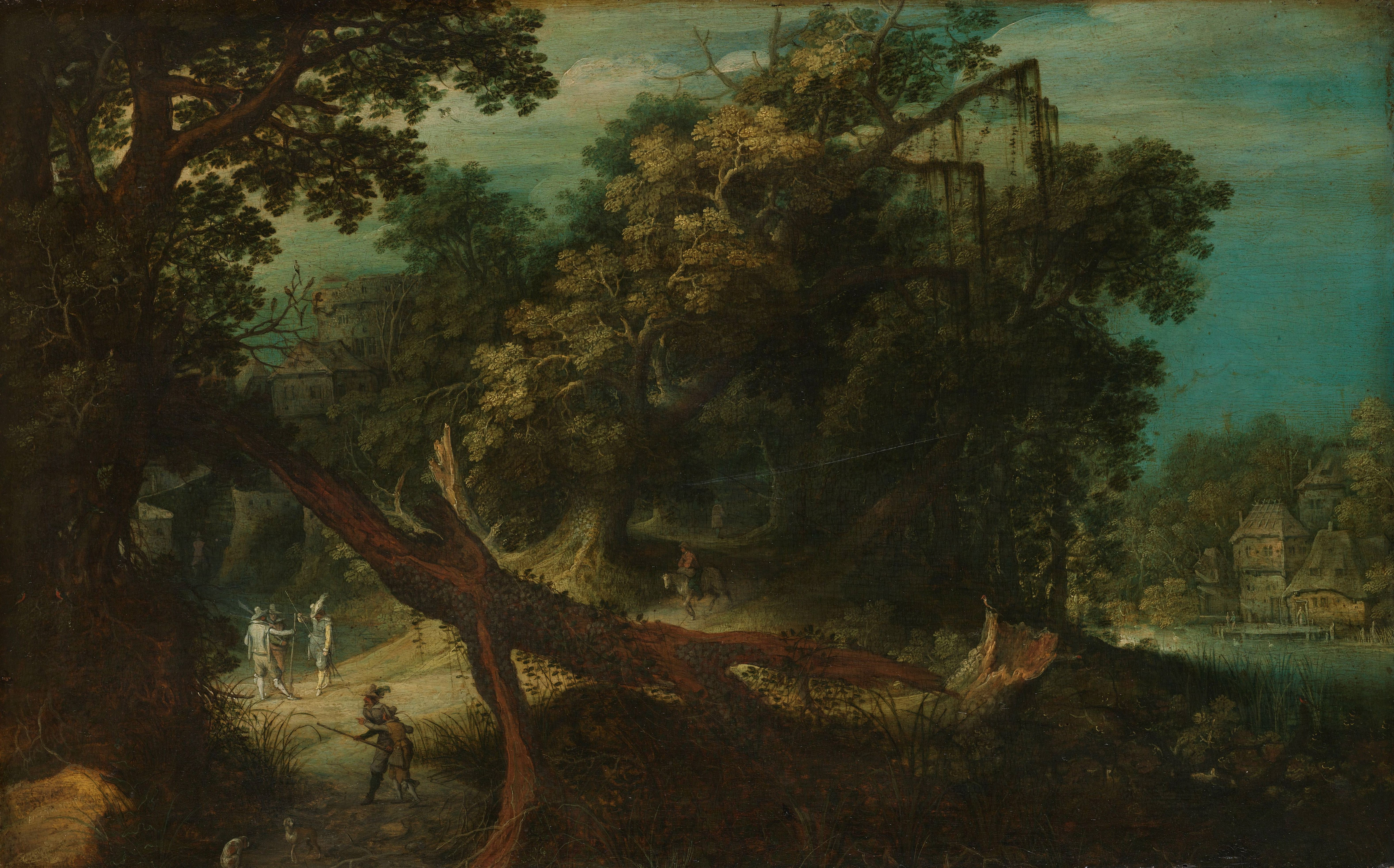
Pejzaż górski z myśliwymi Rijksmuseum Amsterdam, ok. 1600-1640
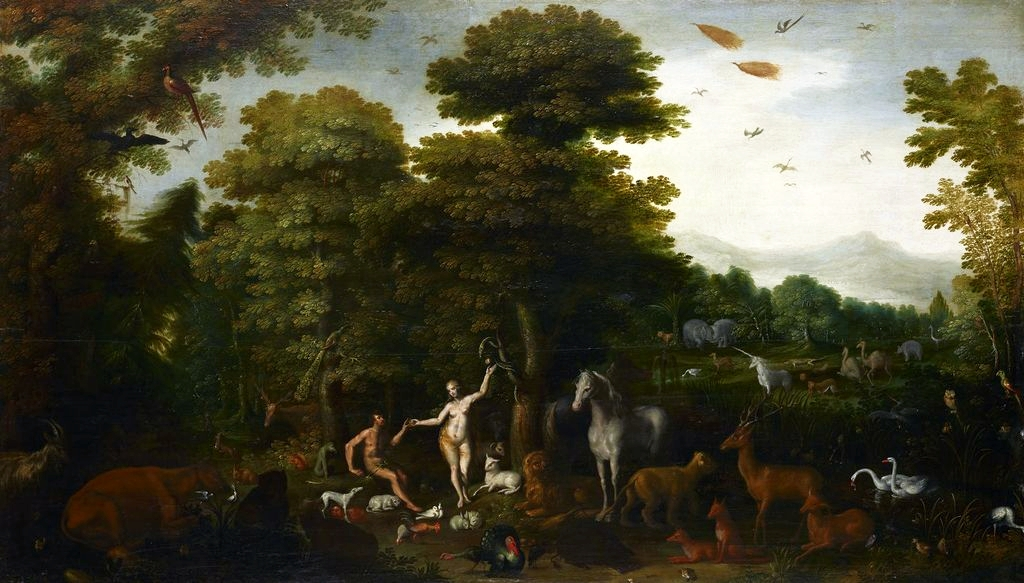
Raj Muzeum Narodowe w Gdańsku - Oddział Sztuki Dawnej, ok. 1615